# فتحعلي كلات
فتحعلي كلات (بالفارسية: فتحعلی کلات) هي قرية تقع في البلدة المركزية في إيران. يقدر عدد سكانها بـ 280 نسمة بحسب إحصاء 2016.